# Gabrielle Brune
Gabrielle Brune (12 de febrero de 1912, Bournemouth, Dorset-18 de enero de 2005, Chichester, Sussex) fue una actriz de cine británica.

## Filmografía
- Red Pearls (1930)
- The Penny Pool (1937)
- The Wife of General Ling (1937)
- He Found a Star (1941)
- Tomorrow We Live (1943)
- A Run for Your Money (1949)
- Mandy (1952)
- Hot Ice (1952)
- The Wedding of Lilli Marlene (1953)
- The Titfield Thunderbolt (1953)
- Three Steps to the Gallows (1953)
- The Harassed Hero (1954)
- Touch and Go (1955)
- Fun at St. Fanny's (1956)
- Girl in the Headlines (1963)